# Eunidia fusca
Eunidia fusca är en skalbaggsart som beskrevs av Stefan von Breuning 1953. Eunidia fusca ingår i släktet Eunidia och familjen långhorningar. Inga underarter finns listade i Catalogue of Life.